# Annalise Murphy
Annalise Murphy (Dublín, 1 de febrero de 1990) es una deportista irlandesa que compite en vela en la clase Laser Radial. 
Participó en los Juegos Olímpicos de Río de Janeiro 2016, obteniendo una medalla de plata en la clase Laser Radial. Ganó una medalla de oro en el Campeonato Europeo de Laser Radial de 2013.

## Palmarés internacional
| \| Juegos Olímpicos \| Juegos Olímpicos \| Juegos Olímpicos \| Juegos Olímpicos \| \| Año \| Lugar \| Medalla \| Clase \| \| ------------------ \| ----------------------- \| ---------------- \| ---------------- \| \| 2016 \| Río de Janeiro (Brasil) \| Medalla de plata \| Laser Radial \| \| Campeonato Europeo \| \| \| \| \| Año \| Lugar \| Medalla \| Clase \| \| 2013 \| Dún Laoghaire (Irlanda) \| Medalla de oro \| Laser Radial \| |                         |                  |              |
| Juegos Olímpicos |                         |                  |              |
| Año | Lugar                   | Medalla          | Clase        |
| 2016 | Río de Janeiro (Brasil) | Medalla de plata | Laser Radial |
| Campeonato Europeo |                         |                  |              |
| Año | Lugar                   | Medalla          | Clase        |
| 2013 | Dún Laoghaire (Irlanda) | Medalla de oro   | Laser Radial |